# Jeanne d'Arc Girubuntu
Jeanne d'Arc Girubuntu, née le 6 mai 1995 à Rwamagana, est une cycliste rwandaise, championne du Rwanda en 2014, participante aux championnats du monde en 2015.

## Éléments biographiques
C’est la qualification aux Jeux olympiques de Londres en 2012 d'Adrian Nyonshuti,qui l'incite à se consacrer au sport cycliste. Elle rejoint dès 2012 l’Adrian Niyonshuti Cycling Academy pour s'entrainer. Elle intègre l’équipe nationale en 2014
Elle est championne du Rwanda en 2014 à la fois sur l'épreuve en ligne et sur celle de contre-la-montre. En 2015, elle passe trois mois au centre mondial du cyclisme en Suisse où elle est invitée. C'était la première fois qu'une telle invitation est adressée à une cycliste rwandaise.
En 2015 également, elle participe aux championnats du monde : elle termine 44e du contre-la-montre et 87e de la course en ligne.
En 2016, Jeanne d'Arc Girubuntu est sélectionnée pour participer aux Jeux olympiques de Rio de Janeiro mais ne prend pas le départ, sans que la raison ne soit connue. Aux Championnats d'Afrique 2017, elle termine huitième du contre-la-montre. En 2018, elle remporte avec l'équipe rwandaise la médaille de bronze du championnat d'Afrique du contre-la-montre par équipes. En 2019, toujours aux championnats d'Afrique, elle se classe sixième du contre-la-montre individuel et à huitième de la course en ligne.

## Palmarès
- 2014
  -  Championne du Rwanda sur route
  -  Championne du Rwanda du contre-la-montre
- 2016
  -  Médaillée d'argent du championnat d'Afrique du contre-la-montre
- 2018
  -  Médaillée de bronze du championnat d'Afrique du contre-la-montre par équipes

## Classements mondiaux
| Année                                 | 2014 | 2015 | 2016 | 2017 | 2018 |
| ------------------------------------- | ---- | ---- | ---- | ---- | ---- |
| Classement UCI                        | 223e | 254e | 229e | 614e | 669e |
|                                       |      |      |      |      |      |
| Légende : nc = non classéSource : UCI |      |      |      |      |      |